# Blue Stars St. Gallen
Il Blue Stars St. Gallen è stata una società calcistica svizzera, con sede a San Gallo, capitale del cantone omonimo.
Il club ha partecipato a 6 edizioni del massimo campionato nazionale nel primo decennio del secolo scorso. Non ha ottenuto grandi affermazioni durante la sua permanenza al massimo livello, vedendosi sempre sopravanzare dai rivali cittadini del San Gallo.
Il club scompare durante gli anni della prima guerra mondiale.

## Stagioni in massima serie
| Stagione | Competizione            | Piazzamento | Note |
| -------- | ----------------------- | ----------- | ---- |
| 1901-02  | Serie A - Girone Est    | 5°          |      |
| 1902-03  | Serie A - Girone Est    | 4°          |      |
| 1903-04  | Serie A - Girone Est    | 4°          |      |
| 1904-05  | Serie A - Girone Est    | 5°          |      |
| 1905-06  | Serie A - Girone Est II | 3°          |      |
| 1906-07  | Serie A - Girone Est    | 6°          |      |